# Christian Hope
Christian Hope (7. december 1844 på Fyn - 31. juli 1899 i Texas) var en dansk missionær. 
Hope voksede op i et luthersk miljø på Fyn, men allerede som ung mand kom han i opposition med den danske statskirke. I 1870 udvandrede han til Nordamerika og bosatte sig i Iowa, hvor han giftede sig 1871 med Mary Nielsen. Sammen fik de tre sønner og ni døtre. For en kort periode virkede han som prædikant for et svensk baptistmenighed i Rock Island i Illinois. I 1874 skiftede han til Schwarzenau Brethren (Schwarzenau Brødre), en kirkesamfund med rødder i den reformatoriske døberbevægelse og den radikale pietisme. Han lod sig døbe og blev året efter præst i Brødremenigheden i Cherry Grove, Illinois. I januar 1876 vendte han tilbage til Danmark for at udbrede Brødrekirken i Danmark, som han kaldte for Den amerikanske brødremenighed. Den første brødremenighed blev kort tid efter dannet i Hjørring i Nordjylland, i Hørdum blev der også oprettet et missionshus (Bethel). I 1885 udvidede Hope sit arbejde også til at omfatte Skåne i Sydsverige. I 1886 vendte Hope tilbage til Amerika, hvor blev medlem af Brethrens missionsudvalg. I Kansas arbejdede han senere også med nordiske indvandrerne. Senere kom han flere gange igen til Skandinavien, for at visitere menighederne i Danmark og Skåne. Han døde i juli 1899 på en tur i Texas.